# Сегре (река)
Сегре́ (фр. Sègre, исп. Río Segre, кат. Segre) — река в Испании и Франции. Начинается в Пиренеях и впадает в реку Эбро. Длина реки — 265 км. Площадь водосборного бассейна — 22400 км². Средний расход воды — 250 м³/с.
Река, известная римлянам и грекам как Sicoris, начинается в Восточных Пиренеях (регион Окситания во Франции) и течёт на северо-запад, протекая через Льивию и Бург-Мадам. Потом она пересекает границу с Испанией и принимает воды реки Валира. От этого места она поворачивает на юго-запад и течёт по равнинам Каталонии (провинции Льейда), протекая через Балагер, Льейду и Мекиенсу.

## Притоки

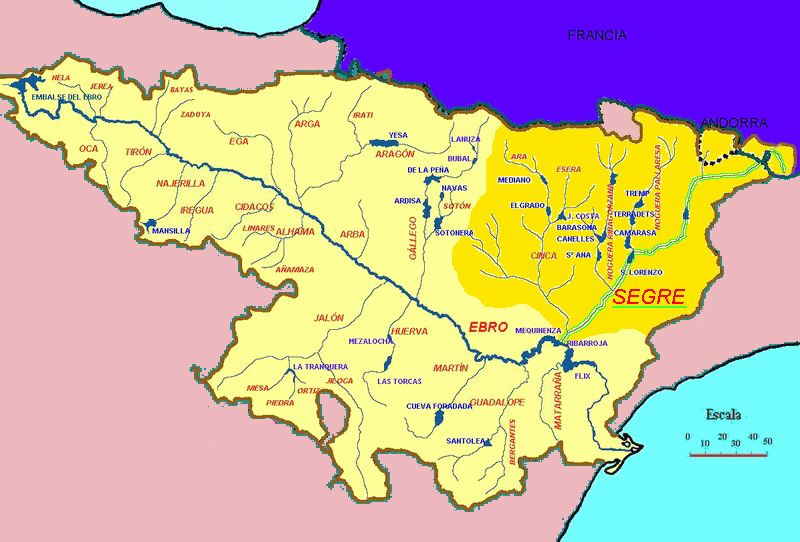
Водосборный бассейн Сегре и Эбро

- Валира
- Ногера-Пальяреса
- Ногера-Рибагорсана
- Синка